# Andrea Klikovac
Andrea Klikovac (n. 5 mai 1991, Podgorica, RSF Iugoslavia) este o handbalistă muntenegreană care joacă pentru CSM București și pentru echipa națională a Muntenegrului pe postul de intermediar dreapta. 

## Carieră
Ea a jucat pentru clubul macedonean ŽRK Vardar și pentru echipa ungară Kisvárdai KC. Pe 1 martie 2019 s-a anunțat că handbalista a semnat un contract cu CSM București, pentru care joacă din vara anului 2019.

## Palmares
Echipa de club
- Campionatul Macedoniei:
  - Câștigătoare: 2013, 2014, 2015, 2016, 2017, 2018

- Cupa Macedoniei:
  -  Câștigătoare: 2014, 2015, 2016, 2017, 2018

- Liga Națională:
  - Câștigătoare:  2021

- Cupa României:
  - Câștigătoare: 2019, 2022

- Liga Campionilor EHF:
  - Locul 2: 2017, 2018
  - Locul 3: 2014, 2015, 2016

- Cupa EHF:
  - Optimi de finală: 2013

Echipa națională
- Campionatul Mondial U20:
  -  Medalie de bronz: 2010[7][8]